# اوفلیا (قمر)
اُفِلیا (‎/[invalid input: 'ɵ']ˈfiːliə/‎) یکی از قمرهای اورانوس است. این قمر توسط تصویری که «وویجر ۲» گرفت در ۲۰ ژانویهٔ ۱۹۸۶ کشف شد و البته تا سال ۲۰۰۳ که تلسکوپ فضایی هابل دوباره آن را دید مشاهده نشده بود.
نام اُفِلیا برگرفته از نام شخصیتِ اُفِلیا است که دختر پولونیوس در تراژدی هملت اثر ویلیام شکسپیر است.